# Cantonul Lorient-Centre
Cantonul Lorient-Centre este un canton din arondismentul Lorient, departamentul Morbihan, regiunea Bretania, Franța.